# Stara Ves Košnička
Stara Ves Košnička est un village de la municipalité de Desinić (comitat de Krapina-Zagorje) en Croatie. Au recensement de 2011, le village comptait 16 habitants.